# Matt White
Matt Preston White Wangler (n. Nueva York, 15 de agosto de 1957 - f. Nether Providence, 12 de febrero de 2013) fue un jugador de baloncesto estadounidense. Con 2.08 de estatura, su puesto natural en la cancha era el de pívot.

## Trayectoria
- 1978-1979: Penn St.
- 1979-1980: Valladolid Miñón. Sólo juega la Copa Korac.
- 1980-1981: Náutico Tenerife
- 1986-1988: Cacaolat Granollers
- 1988-1990: Club Deportivo Oximesa
- 1990-1992: Club Bàsquet Girona
- 1992-1993: Gijón Baloncesto

## Fallecimiento
White fue asesinado por su mujer, la vallisoletana María Reyes García-Pellón, que afirmó haber sorprendido a White mientras veía un vídeo de pornografía con «niñas jóvenes». Los relatos indican que cuando él se encontraba ya dormido en la cama, bajó a la cocina a por un cuchillo y se lo clavó en el cuello. La mujer está acusada de asesinato en primer grado por estos hechos y está detenida en la cárcel del condado de Delaware.